# Адолф III (Шауенбург и Холщайн)
Адолф III фон Шауенбург и Холщайн (на немски: Adolf III von Schauenburg und Holstein; * 1160; † 3 януари 1225) е граф на Шауенбург, Холщайн и Щормарн (1164 – 1203) и благородник от Шауенбург (1164 – 1225).

## Биография
Той е единственото дете на граф Адолф II фон Шауенбург и Холщайн (1128 – 1164) и съпругата му Мехтхилд († 1192) фон Шварцбург-Кефернбург, дъщеря на граф Зицо III фон Шварцбург-Кефернбург.
През 1164 г. наследява баща си като граф на графството първо под опекунството на майка му. Той е поддръжник на херцог Хайнрих Лъв против архиепископа на Кьолн Филип I фон Хайнсберг. През 1180 г. Адолф III се отказва от Хайнрих Лъв, и той го изгонва от Холщайн и от замък Зигесбург. Адолф III преминава на страната на император Фридрих I Барбароса, и през 1181 г. получава с негова помощ своето господство, след свалянето на Хайнрих Лъв.
През 1189 г. той придружава Барбароса в Третия кръстоносен поход в Светите земи и през август 1190 г. се връща обратно, за да защитава земите си от Хайнрих Лъв. През 1196 г. той отново е в Светите земи в кръстоносния поход на Хайнрих VI и се връща обратно през 1198 г. През 1201 г. той е пленен в Хамбург от датския крал Валдемар II. През 1203 г. той се отказва от Графство Холщайн и Щормарн и се оттегля обратно в Господство Шауенбург, за да откупи освобождението си.

## Фамилия
Първи брак: през 1182 г. с Аделхайд фон Асел († 25 декември 1185), внучка на Хайнрих III фон Виндберг († 1146), дъщеря на граф Ото фон Асел († 1171/1175) и Салома фон Хайнсберг († сл. 1186). Вероятно те имат дъщеря:
- Мехтхилд фон Холщайн († сл. 1264), омъжена за граф Ото I (II) фон Текленбург († 11 септември 1263)

Втори брак: през 1189 г. с Аделхайд фон Кверфурт († 6/7 април ок. 1210), дъщеря на Бурхард II фон Кверфурт († 1177/78), бургграф на Магдебург (1155 – 1178), и графиня Матилда фон Глайхен-Тона, дъщеря на граф Ламберт I фон Глайхен-Тона-Берг († 1149) и Матилда де Аре († сл. 1146). Съпругата му е сестра на Конрад I фон Кверфурт, епископ на Хилдесхайм (1194 – 1202) и на Вюрцбург (1201 – 1202). Двамата имат шест деца:
- Адолф IV (* пр. 1205; † 1261)
- Конрад († 1237/38)
- Бруно фон Шауенбург († 1281), домпропст на Хамбург, епископ на Олмюц в Моравия
- Мехтхилда († ок. 1264), ∞ Ото I фон Текленбург († 11 септември 1263)
- Маргарета, ∞ Йохан I фон Аденсен